# Puigpuñent
Puigpuñent (oficialmente en catalán: Puigpunyent) es un municipio de la comunidad autónoma de Islas Baleares, España. Situado en la isla de Mallorca, en la comarca de la Sierra de Tramontana. El principal núcleo de población es el pueblo de Puigpuñent, seguido de Galilea y Son Serralta.

## Geografía

### Clima
El clima de Puigpuñent es de tipo mediterráneo costero, por lo tanto, presenta veranos calurosos e inviernos moderados, aunque cabe destacar que las temperaturas estivales se ven suavizadas por la relativa altitud a la que se encuentra el municipio en la Sierra de Tramontana y las temperaturas invernales son ligeramente inferiores a otros puntos de la isla. En cuanto a las precipitaciones estas son escasas en la época estival, lo que provoca períodos de sequía, y en invierno son moderadas y rara vez en forma de nieve.

## Demografía
Puigpuñent cuenta con una población de 2035 habitantes (INE 2024).
| Gráfica de evolución demográfica de Puigpuñent entre 1842 y 2021                                                    |
| |
| Población de derecho según los censos de población del INE Población de hecho según los censos de población del INE |

### Programa de reciclaje
Puigpuñent se ha convertido en un municipio reconocido en Mallorca y en España por su ambiciosa labor en la potenciación del reciclaje. Así, en el primer año de aplicación de su arriesgado plan de reciclaje, se ha convertido en el municipio de Mallorca y de España que presenta un índice de reciclaje más alto. Esto ha sido posible gracias a la colaboración total de todos los vecinos del municipio que a través de la Agenda Local 21 han propuesto las mejoras que necesitaba este nuevo sistema de reciclaje y gracias también al ayuntamiento de Puigpuñent por su acérrima voluntad de implantar un programa de reciclaje complicado pero que ha surtido efecto y que pretende ser imitado por otros municipios de características similares.
Este programa de reciclaje ha permitido reducir en un 70 % los residuos que no podían ser reutilizados. En líneas generales, el programa se basa en la separación de todos los residuos en los hogares y en la recogida a domicilio de estos. Esta recogida está regida por un calendario semanal, ya que cada día sólo se recoge un tipo de residuo: orgánicos, plásticos, no reciclables etc. Otro punto que cabe destacar es que las bolsas para el reciclaje son distribuidas a los vecinos de forma gratuita por el ayuntamiento ya que, por ejemplo, la bolsa de residuos orgánicos debe ser especial para que se biodegrade juntamente con los residuos.

## Monumentos y lugares de interés
Puigpuñent, por su cercanía a Palma y su belleza paisajística, es una visita obligada en la isla de Mallorca. Cuenta con hoteles de lujo (Son Net) y (Es Ratxo) y dos preciosos agroturismos (Son Pont) y (Son Burguet), así como restaurantes y bares. Como visitas, además del propio pueblo, cabe citar La Reserva del Galazón y las Bodegas Son Puig. Para los amantes de la montaña, la subida al pico de Galazón es una excursión de dificultad baja pero con espectaculares vistas. El pequeño y encantador pueblo de Galilea, perteneciente al municipio de Puigpuñent, es también visita obligada y por último Es Banquets de sa Vinyassa per fer quatre plepets.